# Pleasant Grove (Alabama)
 Pleasant Grove és una població dels Estats Units a l'estat d'Alabama. Segons el cens del 2000 tenia 9.983 habitants.

## Demografia
Segons el cens del 2000, Pleasant Grove tenia 9.983 habitants, 3.570 habitatges, i 2.909 famílies. La densitat de població era de 436 habitants/km².
Dels 3.570 habitatges en un 37,8% hi vivien nens de menys de 18 anys, en un 70,7% hi vivien parelles casades, en un 8,3% dones solteres, i en un 18,5% no eren unitats familiars. En el 17,4% dels habitatges hi vivien persones soles el 9,6% de les quals corresponia a persones de 65 anys o més que vivien soles. El nombre mitjà de persones vivint en cada habitatge era de 2,72 i el nombre mitjà de persones que vivien en cada família era de 3,08.
Per edats la població es repartia de la següent manera: un 24,4% tenia menys de 18 anys, un 7,1% entre 18 i 24, un 27% entre 25 i 44, un 25,6% de 45 a 60 i un 15,8% 65 anys o més.
L'edat mitjana era de 40 anys. Per cada 100 dones hi havia 90,2 homes. Per cada 100 dones de 18 o més anys hi havia 86,6 homes.
La renda mitjana per habitatge era de 52.776 $ i la renda mitjana per família de 59.132 $. Els homes tenien una renda mitjana de 38.544 $ mentre que les dones 28.519 $. La renda per capita de la població era de 20.774 $. Aproximadament el 3,2% de les famílies i el 3,8% de la població estaven per davall del llindar de pobresa.

## Poblacions properes
El següent diagrama mostra les poblacions més properes.